# Hectic
Hectic is het debuut ep van de ska-punkband Operation Ivy. Het wordt gezien als een van de eerste uitgaven in het skacore genre. Later zijn alle nummers van de uitgave verschenen op de uitgave in 1991 van het album Energy.

## Tracklist
1. "Junkie's Runnin' Dry" - 2:03
2. "Here We Go Again" - 2:04
3. "Hoboken" - 1:10
4. "Yellin in my Ear" - 1:31
5. "Sleep Long" - 2:06
6. "Healthy Body" - 1:04

## Samenstelling
- Dave Mello - drums, achtergrondzang
- Jesse Michaels - zang, songteksten
- Tim Armstrong - gitaar, achtergrondzang
- Matt Freeman - basgitaar, achtergrondzang